# ABS-CBN (stacja telewizyjna)
ABS-CBN – filipińska stacja telewizyjna, założona 23 października 1953 roku przez James Lindenberg, Antonio Quirino, Eugenio Lopez, Sr. oraz Fernando Lopez. Siedzibą stacji jest Quezon City.

## Programy

### Programy informacyjne
- Bandila (2006-obecnie)
- News Patrol (2005-obecnie)
- TV Patrol (1987-obecnie)
  - TV Patrol Weekend (2010-obecnie)
- Umagang Kay Ganda (2007-obecnie)

Sprawy bieżące
- The Bottomline with Boy Abunda (2009-obecnie)
- Failon Ngayon (2009-obecnie)
- Mga Kwento ni Marc Logan (2014-obecnie)
- Mission Possible (2015-obecnie)
- My Puhunan (2013-2015; 2015-obecnie)
- Rated K (2004-obecnie)
- Red Alert (2014-2015; 2015-obecnie)
- S.O.C.O. (Scene of the Crime Operatives) (2005-obecnie)
- Sports U (2015-obecnie)
- TNT: Tapatan ni Tunying (2013-obecnie)

### Informacyjny
- Matanglawin (2008-obecnie)
- Sa Kabukiran (2011-obecnie)
- Salamat Dok (2004-obecnie)
- Swak na Swak (2006-obecnie)

### Religijny
- The Healing Eucharist (2007-obecnie)

### Seriale animowane
- SpongeBob Kanciastoporty
- Superksięga
- Kung Fu Panda: Legenda o niezwykłości

Anime
- Naruto

### Seriale obyczajowe
- Ipaglaban Mo! (1992–1999, 2014-obecnie)
- Maalaala Mo Kaya (1991-obecnie)
- Wansapanataym (1997-2005; 2006-2007; 2010-obecnie)
- Skazani na miłość (Dahil May Isang Ikaw) (2009-2010)

### Serial komediowy
- Banana Sundae (2008-obecnie)
- Goin' Bulilit (2005-obecnie)
- Home Sweetie Home (2014-obecnie)

### Reality show
- Pinoy Big Brother (2005-obecnie)
- Pilipinas Got Talent (2010-obecnie)

### Programy rozrywkowe
- ASAP (1995-obecnie)
- It's Showtime! (2009-obecnie)

### Talk show
- Gandang Gabi, Vice! (2011-obecnie)
- Magandang Buhay (2016-obecnie)
- Tonight with Boy Abunda (2015-obecnie)

### Bloki filmowe i specjalne prezentacje
- Kapamilya Blockbusters (2010-obecnie)
  - Kapamilya Kiddie Blockbusters (2015-obecnie)
  - Kapamilya Mega Blockbusters (2015-obecnie)
- Sunday's Best (2006-obecnie)